# Nazionale femminile di pallamano del Montenegro
La nazionale montenegrina di pallamano femminile rappresenta la Montenegro nelle competizioni internazionali e la sua attività è gestita dalla federazione di pallamano del Montenegro (RSCG). Nella sua storia ha vinto per una volta il campionato europeo (nel 2012) e ha conquistato un argento olimpico (nel 2012).

## Palmarès

### Olimpiadi
- (2012)

### Europei
- (2012)
- (2022)

### Giochi del Mediterraneo
- (2018)
- (2009)